# Peloroplites
A Peloroplites (a görög pelor „szörny” és a hoplites „páncélozott katona” szavakból) egy nodosaurida páncélozott dinoszaurusz nem, amely az Egyesült Államokbeli Utah alsó kréta időszaki kőzeteiből származik. A részleges koponya és a részleges postcranialis maradványai alapján ismert, amik a Cedar Mountain Formációból kerültek elő. Ez az üledék az Albai - Cenomani határon rakódott le, mintegy 104,46–98,37 millió évvel ezelőtt. 2008-ban nevezte el Kenneth Carpenter és munkatársai.
A Peloroplites körülbelül 5–5,5 méter (16–18 ft) hosszú lehetett, nagyjából akkora, mint az ugyan ebben az időben élt Sauropelta. Ez az egyik legnagyobb ismert nodosaurida dinoszaurusz, és abból az időből származik, amikor az ankylosaurusok általában nagy méreteket értek el.

## Leírás

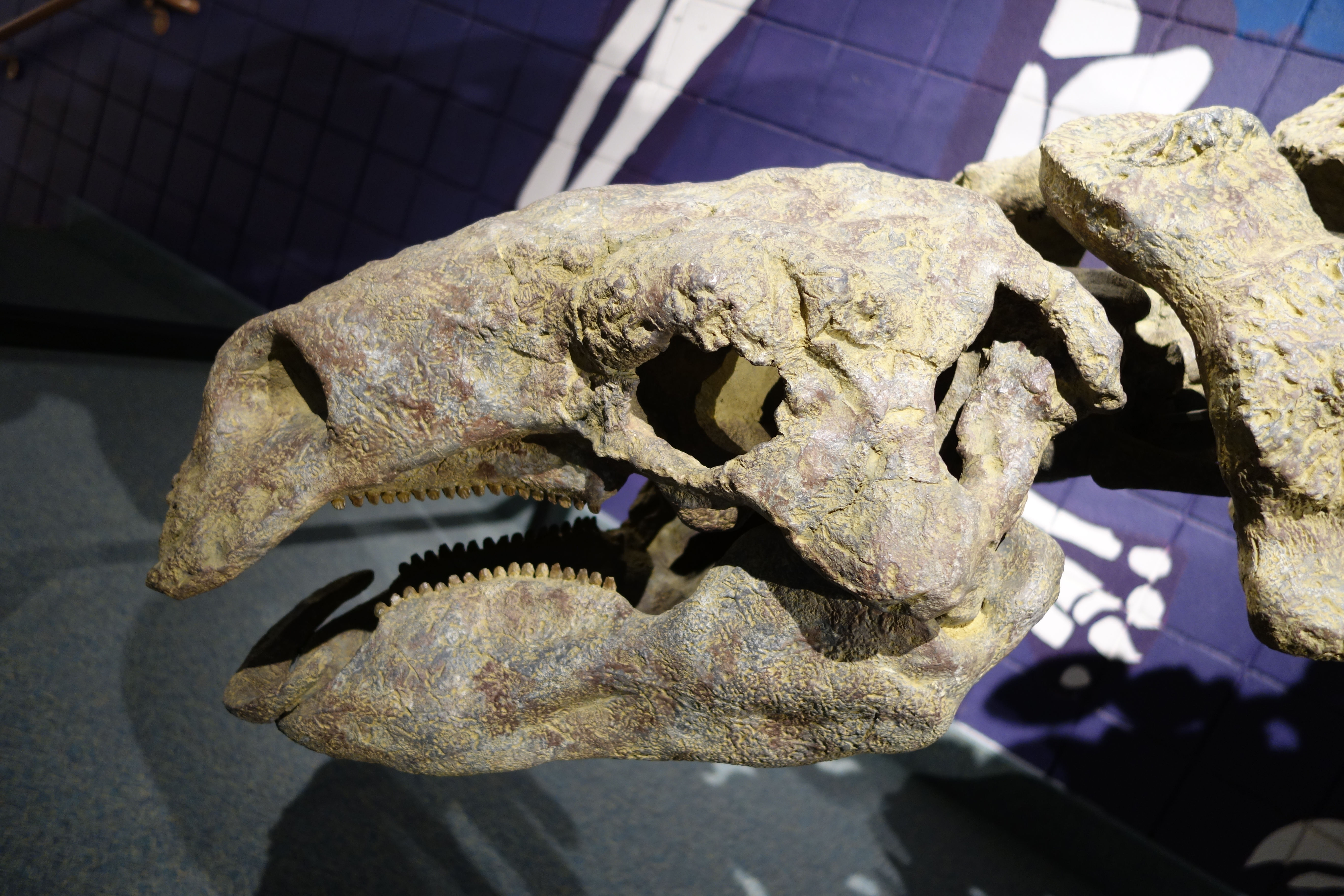
A koponya

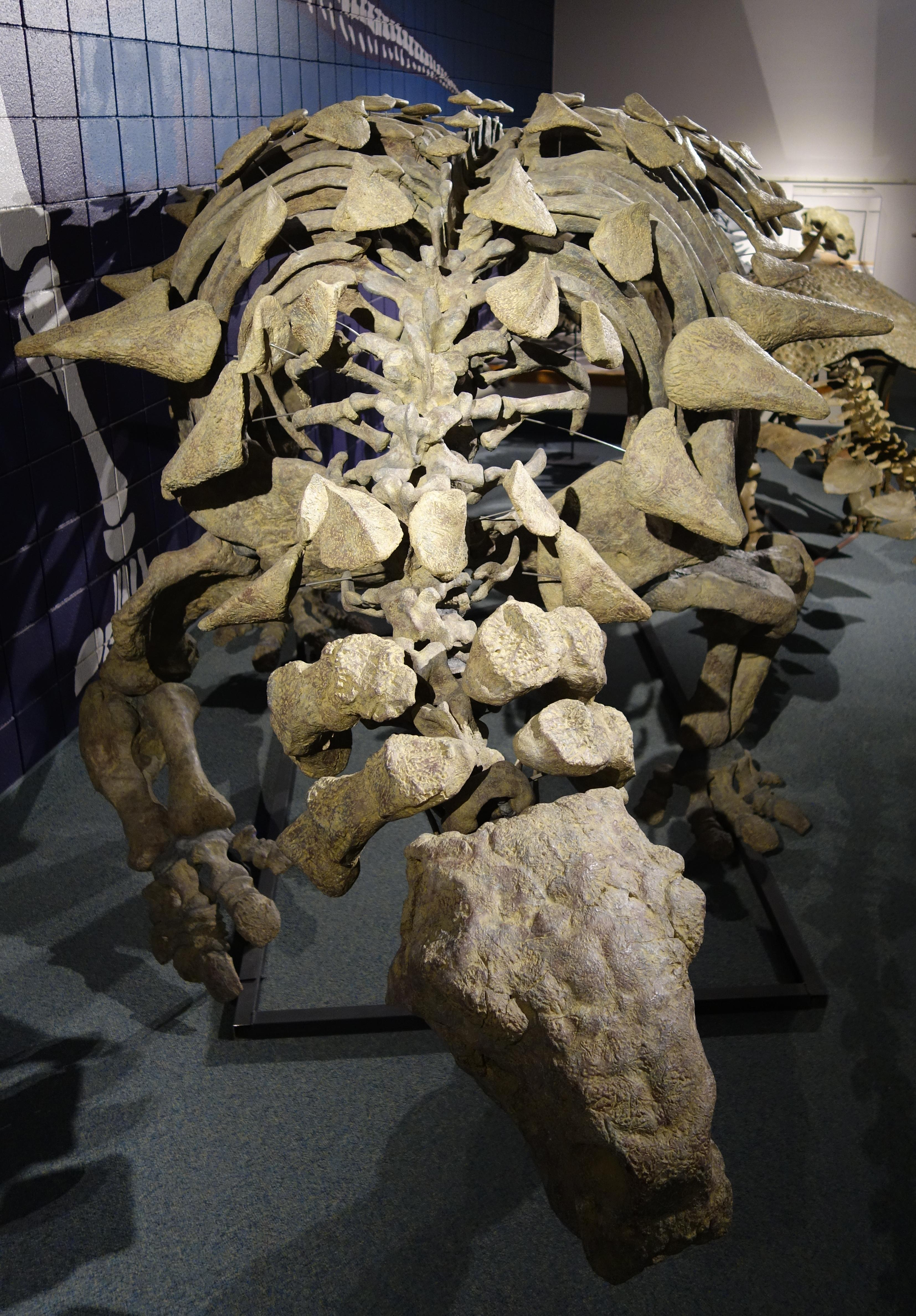
A csontváz rekonstrukciója elölnézetben

A Peloroplites rekonstrukciója a CEUM 26331 katalógusszámú maradványon alapszik. Ez egy részleges koponyát és számos posztkranialis csontot tartalmaz, amelyek ugyanabból a bányából kerültek elő. Ezeket a leleteket a paratípusoknak nevezték ki. A típusfaj a P. cedrimontanus, amelynek neve utalás a Cedar Mountain Formációra.
A koponya körülbelül 56 centiméter (22 in) hosszú, a szemek között 35,5 centiméter (14,0 in) széles. Hiányoznak az állkapocs eleji fogak, és csak szerény méretű szarvszerű képződményei vannak. A koponya teteje csak kissé domború, és az egyetlen megmaradt felső foga nagyméretű, hasonlít a Priconodonéhoz. Az alsó állkapcsoknak csak a hátsó része ismert, amely erős felépítésű.
A postcranialis csontok közül a test minden területének csontjai képviseltetik magukat, a hátsó lábakat leszámítva. Hat összeforrt csigolya támasztotta a csípőt, hasonlóan, mint a Silvisaurus esetében. Az ilium, a legnagyobb csont a csípőben. Ellentétben a legtöbb más nodosauridtól, az ulna hosszú, és egyenes, a fő bokacsont (az astragalus) pedig nem forrt a sípcsonthoz.

## Paleobiológia és paleoökológia
A Peloroplites maradványait az úgynevezett sárkőben találták, egy olyan kőbányában, ahol teknősök és pteroszauruszok maradványai is előkerültek. Továbbá négy egyede egy új brachiosaurid sauropoda dinoszauruszoknak, egy bazális ankylosaurus a cedarpelta és egy iguanodontia ornithopoda is. Az ankilosauruszok nagy méreteket értek el az Apti - Albai határon. A Peloroplites és a Cedarpelta is hasonló méretű volt, mint a nagyjából ugyan ebből az időből származó, de a  Wyoming és Montana területén, a Cloverly Formációban talált Sauropelta. A Cedar Mountain Formáció régebbi szintjeiben talált és a Sauropeltához rendelt szórvány leletek tulajdonképpen a Peloropliteshez tartozhatnak.
Az ankyloszauruszokat általában alacsony, négy lábon járó növényevő állatoknak tartják. A Peloroplites nagyméretű fogai és a robusztus állkapcsa arra enged következtetni, hogy szívósabb növényi részekkel táplálkozott, mint más ankyloszauruszok.

## Fordítás
Ez a szócikk részben vagy egészben  a   Peloroplites című angol Wikipédia-szócikk ezen változatának fordításán alapul.  Az eredeti cikk szerkesztőit annak laptörténete sorolja fel. Ez a jelzés csupán a megfogalmazás eredetét és a szerzői jogokat jelzi, nem szolgál a cikkben szereplő információk forrásmegjelöléseként.